# Oriental Sports Center (metrostation)
Oriental Sports Center (东方体育中心; Pinyin: Dōngfāng Tǐyù Zhōngxīn) is een station van de metro van Shanghai in het district Pudong. Het station wordt bediend door lijn 6, lijn 8 en lijn 11. 
Het metrostation van het Oriental Sports Center werd op 20 april 2010 ingehuldigd voor de lijn 8. Maar vanwege de nog actieve werken aan de afwerking van lijn 11, het afwerken van de koppeling met lijn 6 en het nabijgelegen sportstadion, werd de overstap naar lijn 6 pas mogelijk vanaf 12 april 2011. Lijn 11 werd in gebruik genomen op 31 augustus 2013.
Het ondergronds station ligt aan Yaoti Road in het uiterste westen van Pudong en ligt direct ten zuiden van het terrein van het Shanghai Oriental Sports Center. Het station heeft zes ingangen op straatniveau. Onder het straatniveau bevindt zich eerst een niveau met een centrale hal en ticketautomaten. Op het eerste ondergrondse perronniveau bevindt zich een eilandperron voor de bediening van de noord-zuid georiënteerde lijn 8, op het tweede ondergronds perronniveau bevinden zich twee aangrenzende eilandperrons met cross-platform-overstap die het mogelijk maken over te stappen tussen de lijnen 6 (die in dit station eindigt) en 11, waarbij de in het station eindigende westwaarts rijdende lijn 6 overstap biedt naar de eveneens westwaarts verder rijdende lijn 11-treinen en op het andere perron de vertrekkende oostwaarts rijdende lijn 6-treinen aansluiting bieden voor reizigers van oostwaarts rijdende lijn 11-treinen in de richting van Disney Resort. Ook bieden beide onderste eilandplatforms via trappen directe toegang tot het bovenliggende eilandplatform van lijn 8. Bij de inrichting van dit station werd voor de eerste maal binnen de stations van de metro van Shanghai gebruik gemaakt van cross-platform-overstap. 

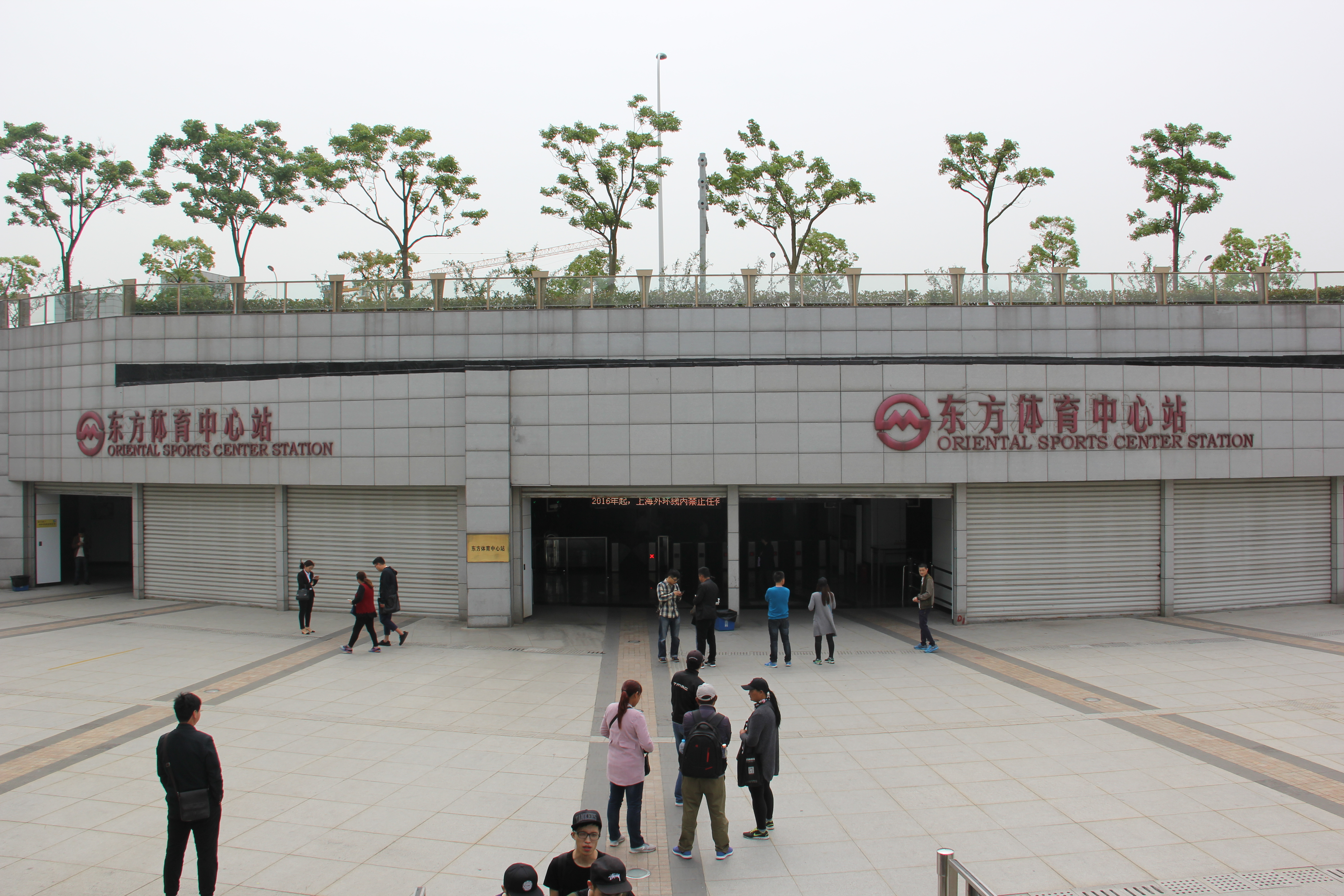
Hoofdtoegang
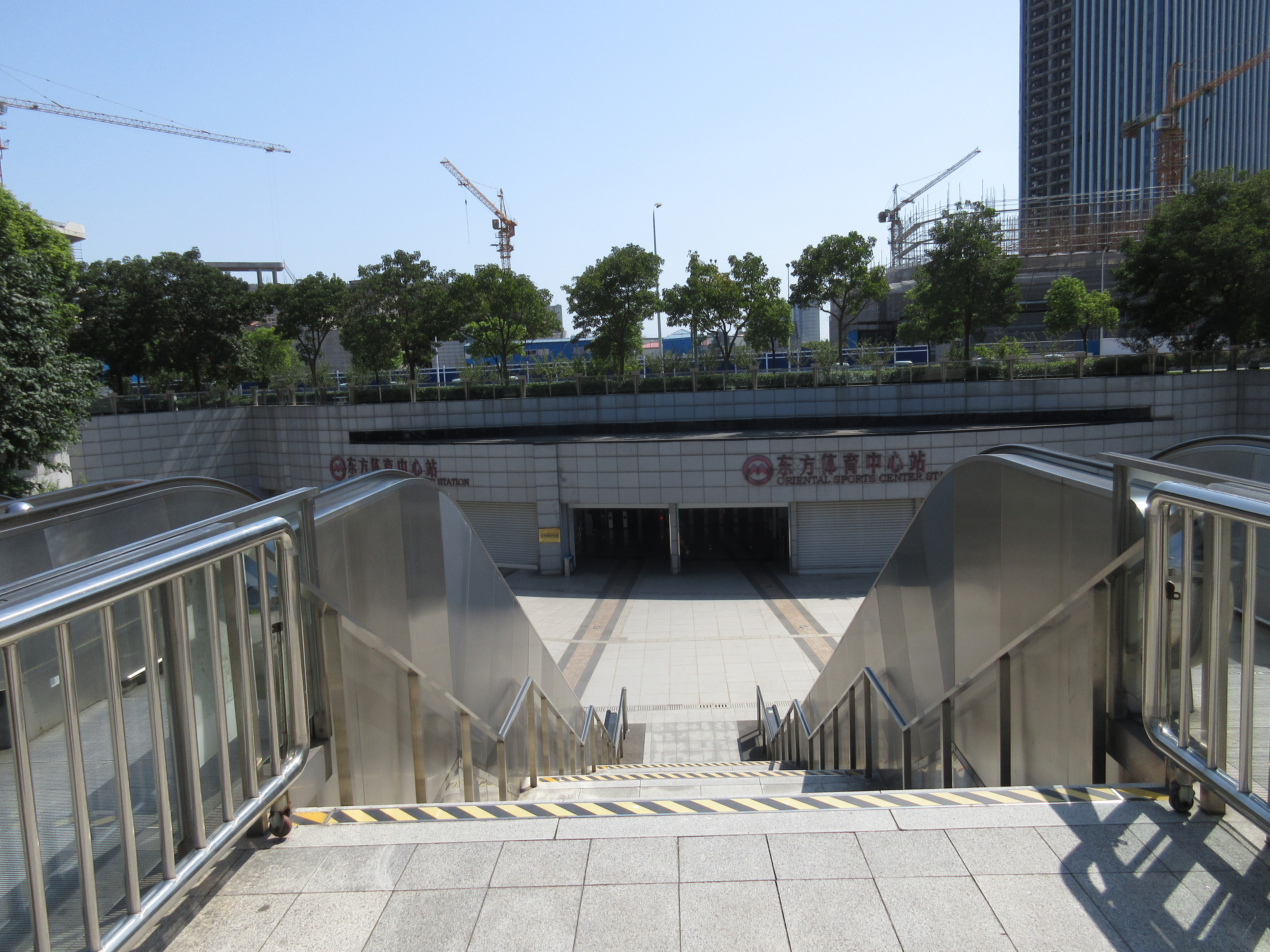
Toegang tot hoofdingang
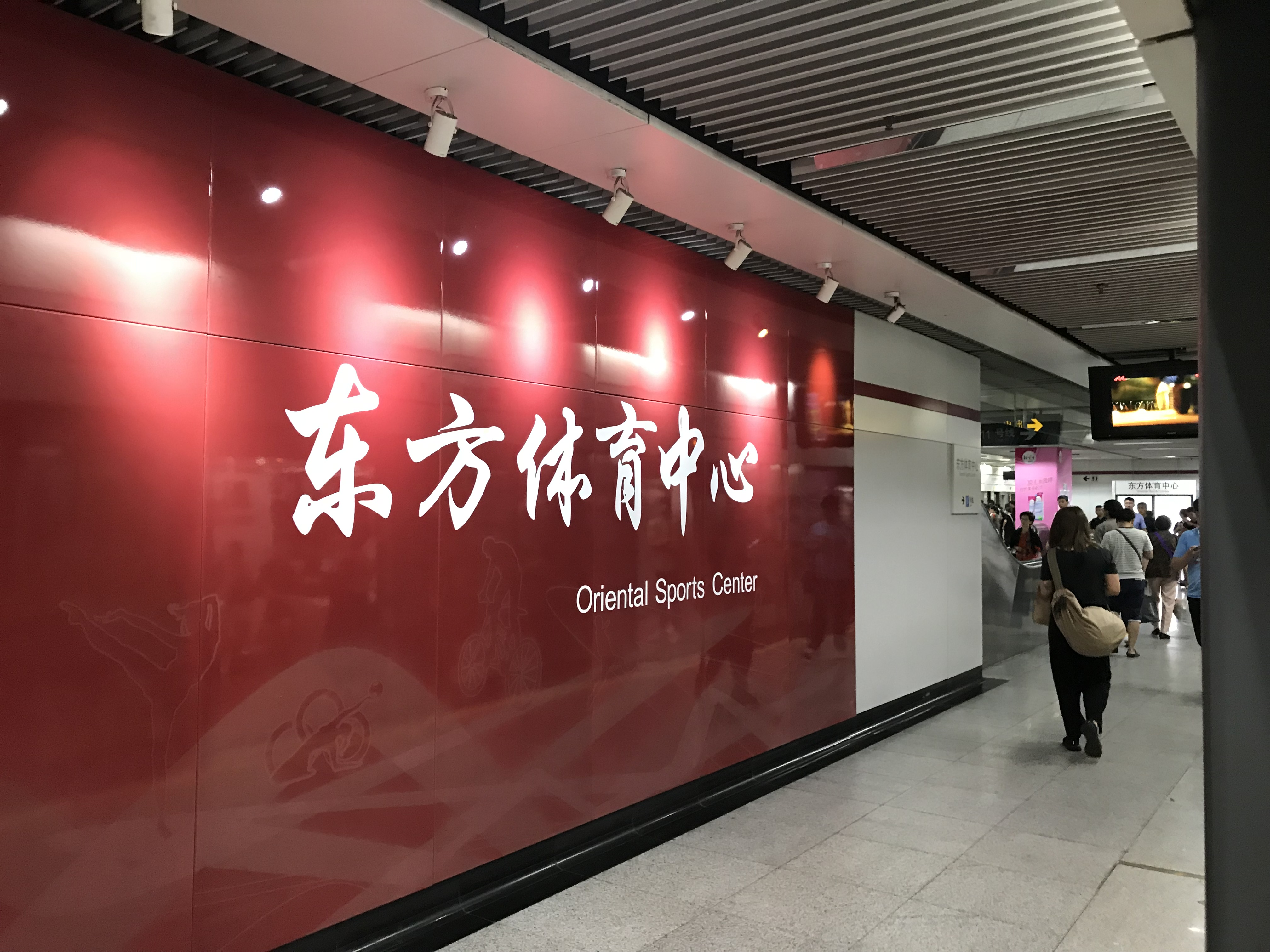
Naamsbord
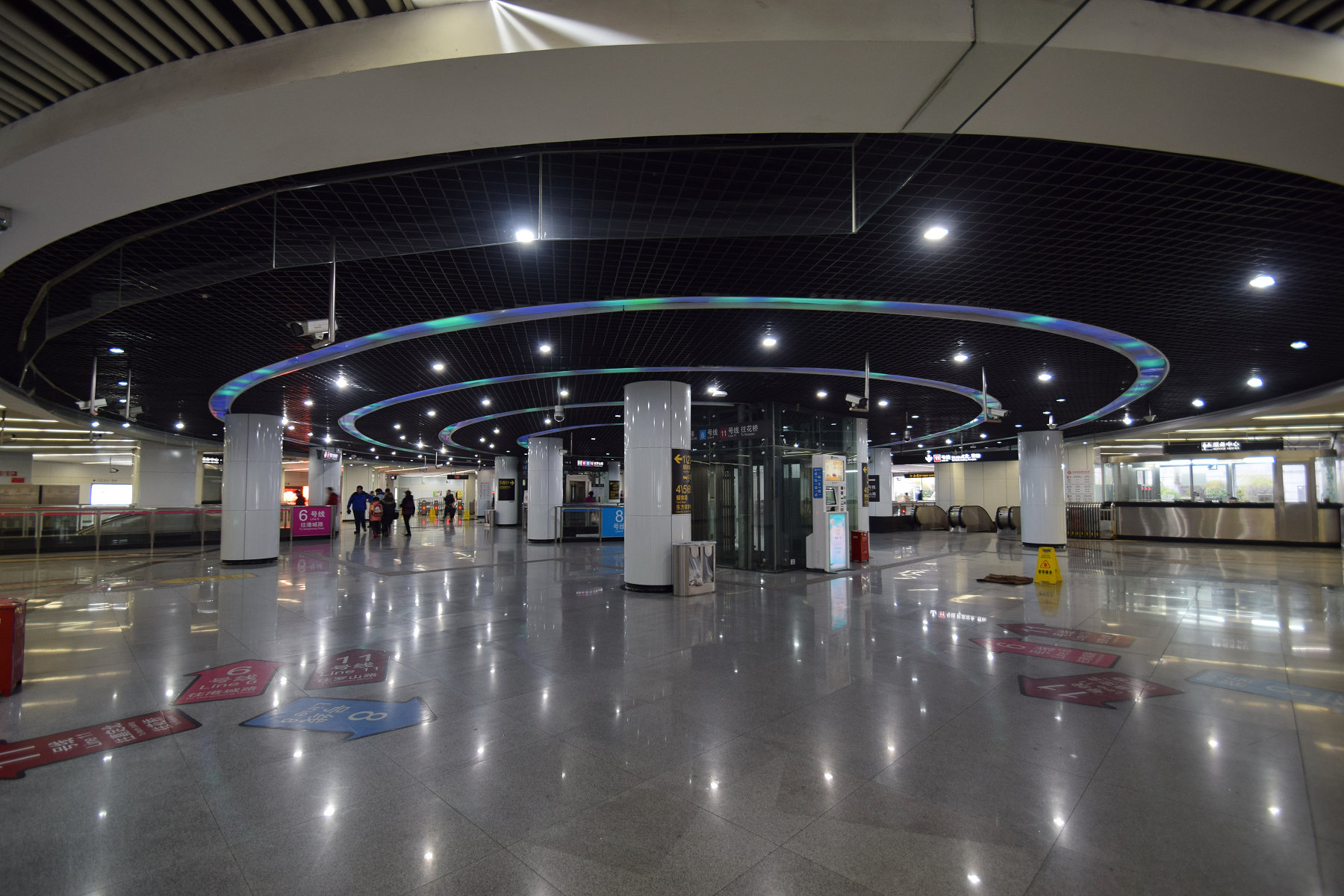
Inkomhal

Gangcheng Road · North Waigaoqiao Free Trade Zone · Hangjin Road · South Waigaoqiao Free Trade Zone · Zhouhai Road · Wuzhou Avenue · Dongjing Road · Jufeng Road · Wulian Road · Boxing Road · Jinqiao Road · Yunshan Road · Deping Road · Beiyangjing Road · Minsheng Road · Yuanshen Stadium · Century Avenue · Pudian Road · Lancun Road · Shanghai Children's Medical Center · Linyi Xincun · West Gaoke Road · Dongming Road · Gaoqing Road · West Huaxia Road · Shangnan Road · South Lingyan Road · Oriental Sports Center

Lijnen van de metro van Shanghai: 1 · 2 · 3 · 4 · 5 · 6 · 7 · 8 · 9 · 10 · 11 · 12 · 13 · 14 · 15 · 16 · 17 · 18 · Pujiang Line
Shiguang Road · Nenjiang Road · Xiangyin Road · Huangxing Park · Middle Yanji Road · Huangxing Road · Jiangpu Road · Anshan Xincun · Siping Road · Quyang Road · Hongkou Football Stadium · North Xizang Road · Zhongxing Road · Qufu Road · People's Square · Dashijie · Laoximen · Lujiabang Road · South Xizang Road · China Art Museum · Yaohua Road · Chengshan Road · Yangsi · Oriental Sports Center · Lingzhao Xincun · Luheng Road · Pujiang Town · Jiangyue Road · Lianhang Road · Shendu Highway

Lijnen van de metro van Shanghai: 1 · 2 · 3 · 4 · 5 · 6 · 7 · 8 · 9 · 10 · 11 · 12 · 13 · 14 · 15 · 16 · 17 · 18 · Pujiang Line
Disney Resort · Kangxin Highway · Xiuyan Road · Luoshan Road · Yuqiao · Yanyu Road · Pusan Road · East Sanlin · Sanlin · Oriental Sports Center · Longyao Road · Yunjin Road · Longhua · Shanghai Swimming Center · Xujiahui · Jiaotong University · Jiangsu Road · Longde Road · Caoyang Road · Fengqiao Road · Zhenru · Station Shanghai-West · Liziyuan · Qilianshan Road · Wuwei Road · Taopu Xincun · Nanxiang · Chenxiang Road · Malu · Jiading Xincheng · Baiyin Road · West Jiading · North Jiading
aftakking: Jiading Xincheng · Shanghai Circuit · East Changji Road · Shanghai Automobile City · Anting · Zhaofeng Road · Guangming Road · Huaqiao

Lijnen van de metro van Shanghai: 1 · 2 · 3 · 4 · 5 · 6 · 7 · 8 · 9 · 10 · 11 · 12 · 13 · 14 · 15 · 16 · 17 · 18 · Pujiang Line